# Albert von Carlowitz

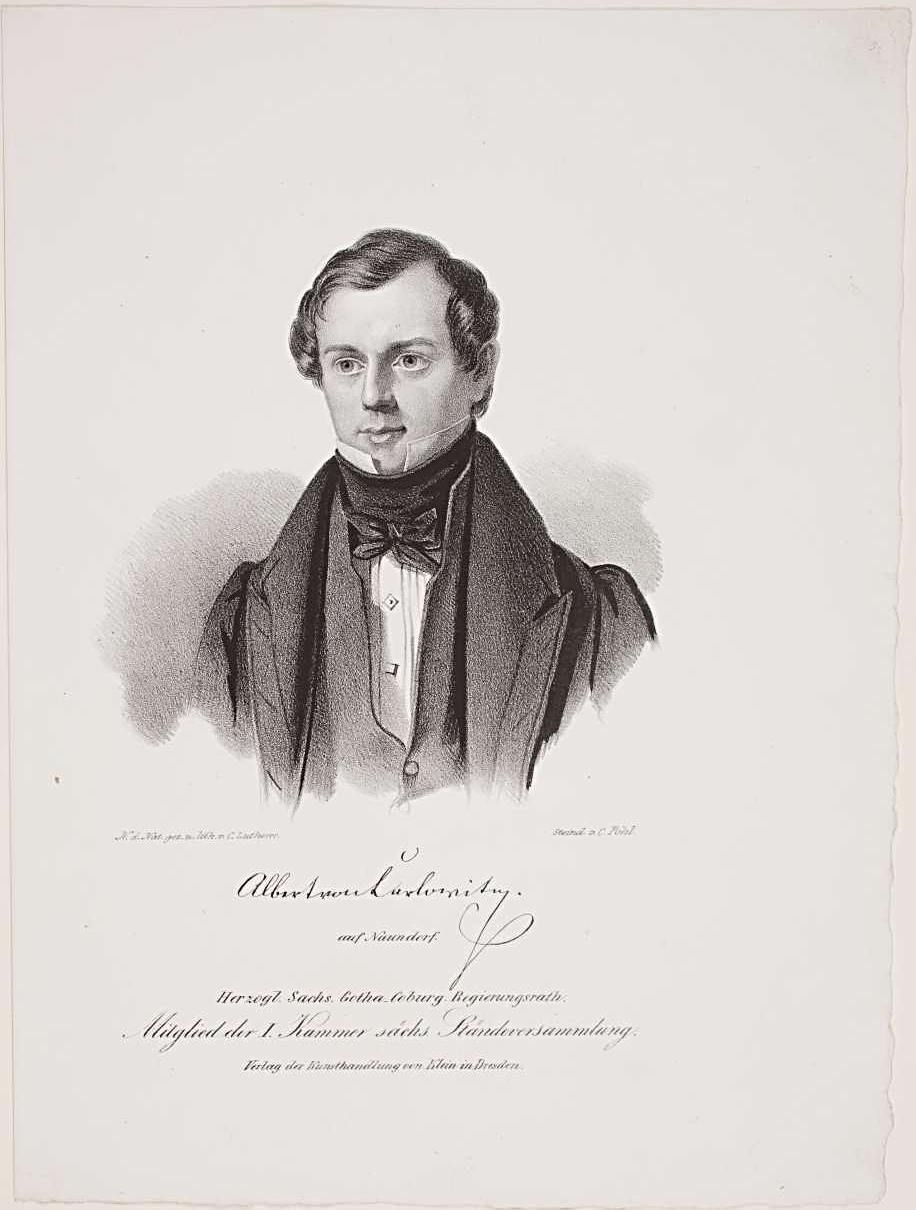
Albert von Carlowitz, von Carl Lutherer (zwischen 1833 und 1845)

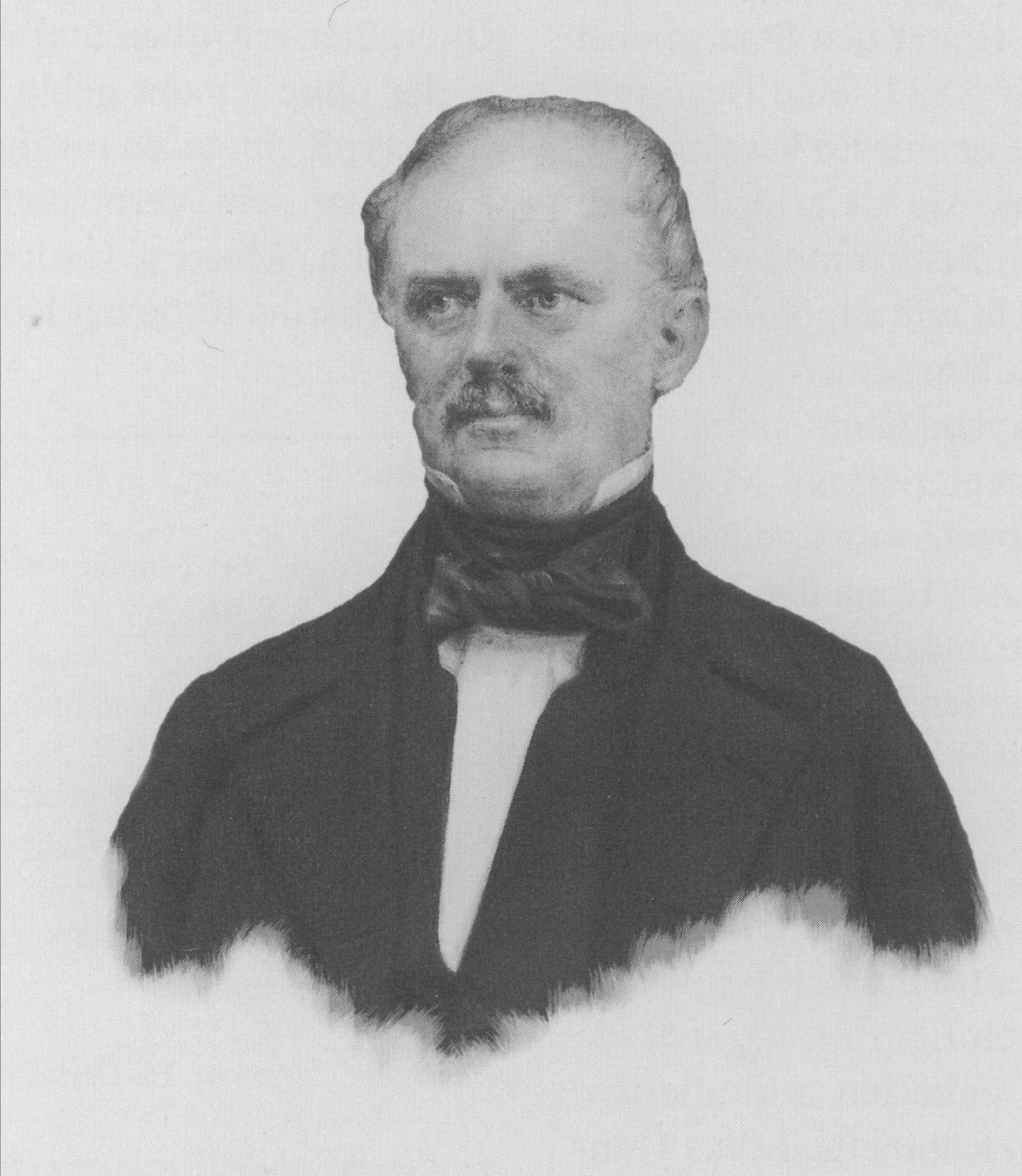
Albert von Carlowitz (1802–1874)

Albert von Carlowitz auf Naundorf (* 1. April 1802 in Freiberg; † 9. August 1874 in Niederlößnitz), Pseudonym Alwin von Candia, war ein sächsischer und preußischer Politiker.

## Leben
Carlowitz stammte aus dem alten meißnischen Adelsgeschlecht Carlowitz und war ein Sohn des sächsischen Ministers Hans Georg von Carlowitz (1772–1840) und dessen Ehefrau Jeanette von Schönberg. Nach erster Erziehung durch Hauslehrer besuchte Carlowitz die Fürstenschulen St. Afra in Meißen und St. Augustin in Grimma.
Mit 18 Jahren begann Carlowitz an der Universität Leipzig Jura zu studieren. Dort trat er 1820 der Alten Leipziger Burschenschaft bei. Nachdem er erfolgreich dieses Studium mit der Promotion abgeschlossen hatte, erhielt er 1828 eine Anstellung bei der sächsischen Staatsverwaltung als Referendar. Die Idee einer konstitutionellen Monarchie wurde von Carlowitz begeistert aufgenommen und dafür zwei Jahre später von der meißnischen Ritterschaft als Vertreter in den Landtag gewählt. 1829 veröffentlichte Carlowitz unter dem Pseudonym Alwin von Candia einen Gedichtband.
Sein Memorandum „Adresse des sächsischen Volkes“ war an den König Friedrich August II. gerichtet und machte Carlowitz in allen Teilen der Bevölkerung überaus populär, da er sich trotz politischer Orientierung zum konservativ-aristokratischen Lager durchaus gemäßigt und liberal zeigte. Trotzdem sah Carlowitz seine Karriere in Sachsen für beendet, trat von allen Ämtern zurück und wechselte 1831 als Regierungsrat in Sachsen-Coburg-Gothaische Dienste.
1833 heiratete Carlowitz in Pfaffroda seine Cousine Emilie von Schönberg. Im selben Jahr kehrte er auch „politisch“ wieder nach Sachsen zurück und wurde vom Haus Schönburg als Vertreter für dessen Rezessherrschaften in die Erste Kammer gewählt. Als solcher beteiligte er sich ab dem ersten konstitutionalen Landtag und wurde 1839 dort zum Vizepräsidenten der Ersten Kammer und im Februar 1836 zum Regierungsrat bei der Kreisdirektion in Zwickau ernannt. Im Oktober 1837 legte Carlowitz diese Ämter wieder nieder, um sich ungestört den ständischen Angelegenheiten widmen zu können.
Auf verschiedenen Landtagen blieb Carlowitz bis 1843 der Vertreter des Hauses Schönburg und war unter anderem dort maßgeblich an der Modernisierung der Gesetzgebung beteiligt. 1845 übernahm er das elterliche Gut Oberschöna und wurde vom König als lebenslanges Mitglied in die Erste Kammer berufen. Dort trat Carlowitz stets als gemäßigt auf, obschon er seine konservativ-aristokratische Einstellung nie verhehlen konnte.
1845 avancierte Carlowitz zum Präsidenten der Ersten Kammer und wurde im Herbst 1846 zum Nachfolger von Julius Traugott von Könneritz im Justizministerium. Als solcher war er in der Hauptsache mit der Modernisierung der Strafprozessordnung beschäftigt, bis er zu Beginn der Märzrevolution 1848 als a.o. Kommissar im Regierungsauftrag nach Leipzig entsandt wurde. Auch hier bemühte er sich immer um Kompromisse, was ihm viel Lob der bürgerlichen Seite aber auch viel Tadel der konservativen Parteien einbrachte. Kurz darauf gab er alle politischen Ämter auf und zog sich ins Privatleben auf sein Gut Altscherbitz bei Schkeuditz zurück.
Im darauffolgenden Jahr wurde er auf die politische Bühne zurückgeholt und im Herbst 1849 in Dresden als Abgeordneter in die sächsische Erste Kammer gewählt. Auf der Seite der Preußischen Union verteidigte Carlowitz die Aufrechthaltung des Dreikönigsbündnisses vom 26. Mai 1849, hatte aber Friedrich Ferdinand von Beust gegenüber keine Chance. Deshalb trat Carlowitz auch im Herbst 1849 wieder zurück.
Bald darauf berief ihn die preußische Regierung in den Verwaltungsrat der Union, und beim Reichstag in Erfurt fungierte er als Kommissar derselben. Nach Schluss des Reichstags trat er abermals vom politischen Schauplatz ab, nachdem er inzwischen das Gut Ebersbach bei Görlitz gekauft hatte. Im Jahr 1853 vertrat er den Kreis Görlitz im preußischen Abgeordnetenhaus und war dort bis 1856 der Gegner von Otto Theodor von Manteuffel und dessen Ministerium.
Für die nächste Legislaturperiode wusste die konservative Partei seine Wahl zu verhindern, aber als mit der Regentschaft ein Umschwung in dem politischen Leben Preußens einzutreten schien, trat Carlowitz 1859 wieder als Abgeordneter in die Kammer. Er feierte hier als Redner einen großen Triumph in der Sitzung vom 20. April 1860, indem er der Meinung des gesamten deutschen Volkes über den Bundestag energischen Ausdruck gab.
Im Allgemeinen unterstützte er das Ministerium, nahm aber in der Kammer 1861 eine unabhängige Stellung ein, indem er dem Verhältnis Preußens zur deutschen Frage und zu Italien eine besondere Aufmerksamkeit widmete. In der aufgelösten Kammer von 1862 näherte sich der ehemalige entschiedene Aristokrat der sogenannten Fortschrittspartei. Auf dem konstituierenden Reichstag des Norddeutschen Bundes bekämpfte er anfangs die Regierungsvorlage und bemühte sich, dieselbe in liberalem Sinn umzugestalten, votierte aber bei der Schlussabstimmung für die Verfassung.
Um 1868 zog sich Albert von Carlowitz vom öffentlichen Leben zurück und lebte auf Schloss Wackerbarth in Niederlößnitz (heute Radebeul), wo er im Alter von 72 Jahren am 9. August 1874 starb.

## Zitat
- „Er (Albert von Carlowitz) war ein ehrenhafter Aristokrat, der mutig für die deutsche Sache stand.“ (von Heinrich von Treitschke)